# Ocean Vuong
Ocean Vuong, född 14 oktober 1988 i Ho Chi Minh-staden, Vietnam, är en amerikansk poet, essäist och romanförfattare. Vuong har mottagit 2014 års Ruth Lilly/Sargent Rosenberg-stipendium från Poetry Foundation, 2016 Whiting Award och 2017 års T.S. Eliot Poetry Prize för sin poesi. Hans debutroman, On Earth We're Briefly Gorgeous, publicerades 2019. Han fick ett MacArthur-stipendium samma år.

## Biografi
Vuong föddes i Hồ Chí Minh City i Vietnam. Hans mormor växte upp på den vietnamesiska landsbygden, och hans morfar var en vit amerikansk marinsoldat, ursprungligen från Michigan. Hans morföräldrar träffades under Vietnamkriget, gifte sig och fick tre barn, däribland Vuongs mor. Hans morfar hade åkt tillbaka för att besöka hemmet i USA, men kunde inte återvända när Saigon föll för kommunistiska styrkor. Vuongs mostrar och hans mor flydde från Vietnam sedan en polis kommit att misstänka att hans mor var av blandad härkomst, vilket gjorde henne utsatt för diskriminering till följd av regimens arbetspolitik vid den tiden.
Tvåårige Vuong och hans familj kom så småningom till ett flyktingläger i Filippinerna innan de fick asyl och migrerade till USA, där de bosatte sig i Hartford, Connecticut, tillsammans med sex släktingar. Hans far övergav sedan familjen. Vuong återförenades med sin farfar senare i livet. Vuong, som misstänker dyslexi i sin familj, var den första i familjen som lärde sig läsa  vid elva års ålder.

## Utbildning
Vuong gick på Glastonbury High School i Glastonbury, Connecticut, en skola känd för att bedriva högklassig undervisning. "Jag visste inte hur jag skulle använda det," har Vuong sagt och noterat att hans medelbetyg vid ett tillfälle var 1,7.
Medan Vuong gick på gymnasiet berättade han för andra utexaminerade från Glastonbury Kat Chow att han "förstod att han var tvungen att lämna Connecticut." Efter att ha tillbringat en tid på ett college begav Vuong sig till Pace University i New York för att studera marknadsföring. Hans tid där varade bara några veckor innan han förstod att det "inte var något för honom."  Han skrev sedan in sig vid Brooklyn College vid City University of New York, där han studerade engelsk litteratur från 1800-talet under poeten och romanförfattaren Ben Lerner, och avlade sin filosofie kandidatexamen. Han avlade sin Master of Fine Arts i poesi vid New York University.

## Karriär

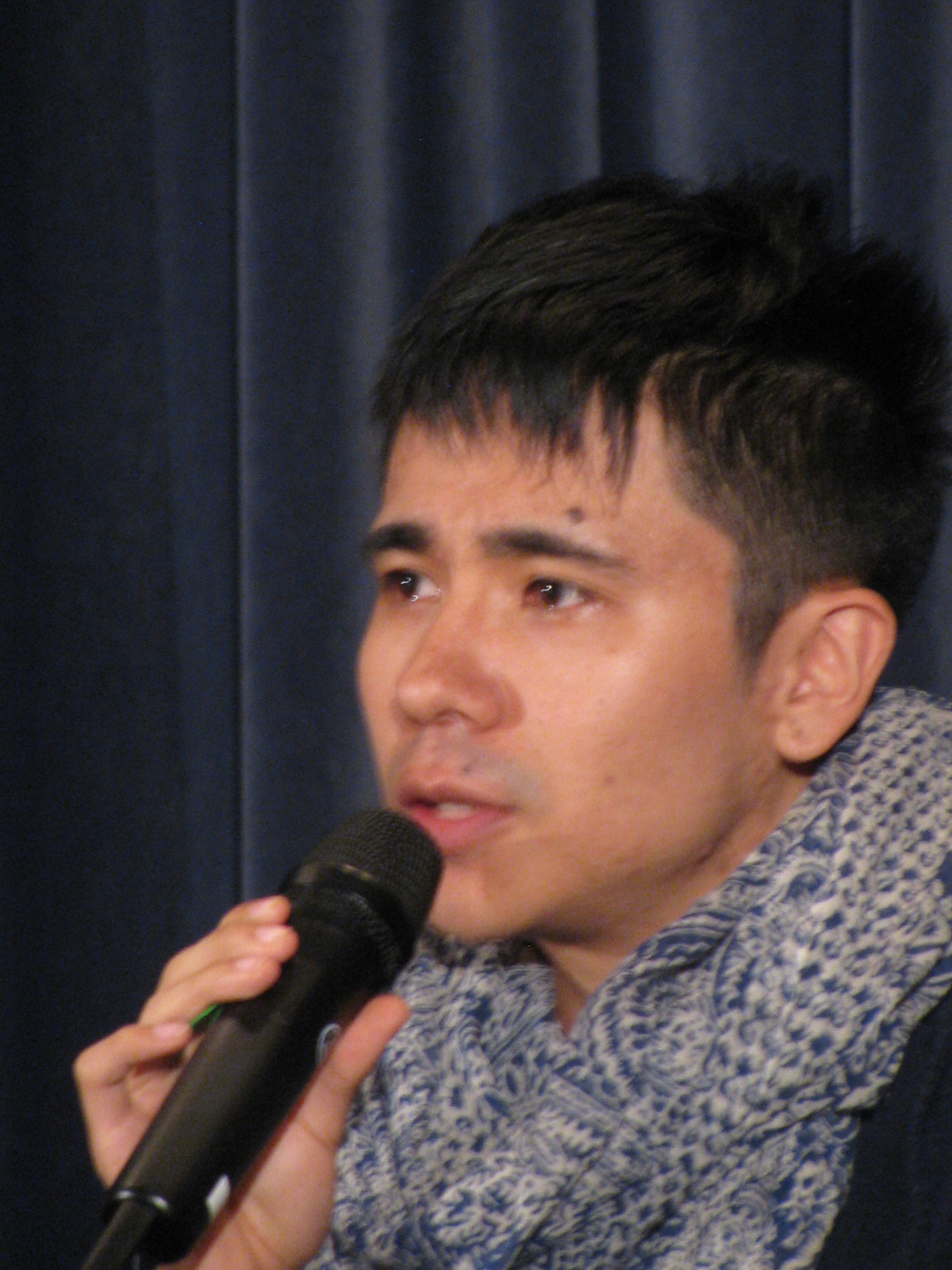
Tal på Kongressbiblioteket, 2015

Vuongs dikter och essäer har publicerats i olika tidskrifter, som Poetry, The Nation,  TriQuarterly, Guernica, The Rumpus, Boston Review, Narrative Magazine, The New Republic, The New Yorker och The New York Times.
Vuongs första kapitelbok, Burnings (Sibling Rivalry Press), var ett "Over The Rainbow"-val 2011 av American Library Association för anmärkningsvärda böcker om icke-heterosexualitet. Hans debutsamling i fullängd, Night Sky with Exit Wounds, släpptes av Copper Canyon Press 2016. Hans första roman, On Earth We're Briefly Gorgeous, publicerades av Penguin Press den 4 juni 2019. Under arbetet med romanen var det största problemet Vuong hade grammatisk tid, eftersom det inte finns några particip i vietnamesiska. Vuong betraktade också boken som en "fantomroman" tillägnad "fantomläsekretsen för modern, [hans] familj", som är analfabeter och därför inte kan läsa hans bok. 
I augusti 2020 avslöjades Vuong som den sjunde författaren att bidra till Framtidsbiblioteket. Projektet, som sammanställer originalverk av författare varje år från 2014 till 2114, kommer att förbli oläst tills de insamlade 100 verken slutligen publiceras 2114. Vuong diskuterade sitt bidrag till projektet, och menade att "Så mycket av publicering handlar om att se sitt namn i världen, men det här är motsatsen, att föra fram din framtida skepnad. Du och jag måste dö för att vi ska få de här texterna. Det är jobbigt att skriva, så jag kommer att sitta med det ett tag.”
Vuong bor i Northampton, Massachusetts. Han är docent i MFA-programmet för författare vid University of Massachusetts i Amherst, något han aldrig trodde att han skulle göra på grund av talängslan.

## Privatliv
Vuong har beskrivit sig själv som uppfostrad av kvinnor. Under ett samtal med en kund uttryckte hans mamma, en manikyrist, en önskan att gå till stranden och uttalade ordet "beach" som "bitch". Kunden föreslog att hon skulle använda ordet "ocean" istället för "beach". Sedan hon hade lärt sig definitionen av ordet "ocean" döpte hon om sin son till Ocean.
I november 2021 visades ett utdrag från On Earth We're Briefly Gorgeous i det årets New South Wales Higher School Certificate-prov. Uppsatsen, den första av två engelska prov som skrevs av elever i årskurs tolv i den australiska delstaten New South Wales, krävde att examinanderna skulle läsa ett utdrag ur romanen och svara på en kort fråga som svar på den. När provet avslutades bombarderade australiensiska skolelever Vuong med förvirrade förfrågningar via Instagram, som författaren besvarade på humoristiskt sätt.
Vuong är öppet homosexuell och är praktiserande zenbuddhist.